# Cafeteria roenbergensis
Cafeteria roenbergensis ist eine Art im Meer lebender einzelliger Flagellaten aus der Gattung Cafeteria innerhalb der Stramenopilen. Es sind kleine, bakterienfressende (bakterivore) Einzeller, die im Nanoplankton zu finden sind.
Die Sequenzierung der 18S rDNA der Cafeteria-Typusart C. roenbergensis ergab, dass die meisten der unter dem Namen C. roenbergensis hinterlegten Sequenzen nicht zu dieser Art gehörten, sondern zu einer neuen Art C. burkhardae Schoenle & Arndt, 2020, die nun als häufigste Art des Cafeteria-Komplexes gilt.

## Merkmale

### Äußeres
Die Zellen sind nierenförmig und seitlich abgeflacht. Sie sind rund vier bis sechs Mikrometer lang und 4 bis 4,5 Mikrometer breit. Sie besitzen keine feste Zellhülle, also weder Zellwand noch Pellicula. Ihnen fehlt die Lorica (kelchartige Zellhülle) anderer Bicosoecida. Die zwei Geißeln setzen unterhalb der Spitze (subapikal) an, häufig innerhalb einer auffälligen Tasche, über der eine lippenähnliche Struktur hängt. Die Ansatzstelle der Geißeln ist als die Bauchseite (Ventralseite) definiert. Die vorne sitzende, jüngere Geißel weist meist direkt nach vorne, die hintere, ältere nach hinten. Die vordere Geißel schlägt mit einer Frequenz von rund 20 Hertz. Sie besitzt zwei Reihen von Haaren an gegenüberliegenden Seiten der Geißel. Pro Reihe stehen rund 25 Haare pro Mikrometer. Sie sind rund 1,2 bis 1,4 Mikrometer lang, gemessen ohne terminale Filamente: diese bestehen aus einem mittleren langen und zwei seitlichen kürzeren. Die hintere Geißel ist glatt. Beide Geißeln sind etwa gleich lang mit einer Länge zwischen fünf und acht Mikrometern. Der Zellmund (Cytostom) befindet sich ebenfalls auf der Bauchseite, rechts der Zellmitte.

### Ultrastruktur
Jede Zelle hat einen eiförmigen Zellkern in der Mitte der Zelle. Der in der Erstbeschreibung beobachtete große perinukleare Raum dürfte ein Präparationsartefakt sein. Des Weiteren gibt es drei bis fünf Mitochondrien, die eiförmig sind und die für Stramenopile charakteristischen tubulären Cristae besitzen. An der Bauchseite befindet sich ein Golgi-Apparat. Am Hinterende der Zelle befinden sich meist zwei oder drei Vakuolen mit Überresten verdauter Bakterien. In länglichen, verzweigten Vesikeln befinden sich dreiteilige Haare wie auf der vorderen Geißel.
Ein besonderes Merkmal von Cafeteria roenbergensis ist das Vorkommen von Extrusomen. Dies sind ejektile Organellen, die in einem charakteristischen Muster auf der Zelloberfläche verbreitet sind, besonders nahe dem Zellmund (Cytostom). Sie sind flaschenförmig, mit der Spitze ins Zellinnere.

### Geißelapparat

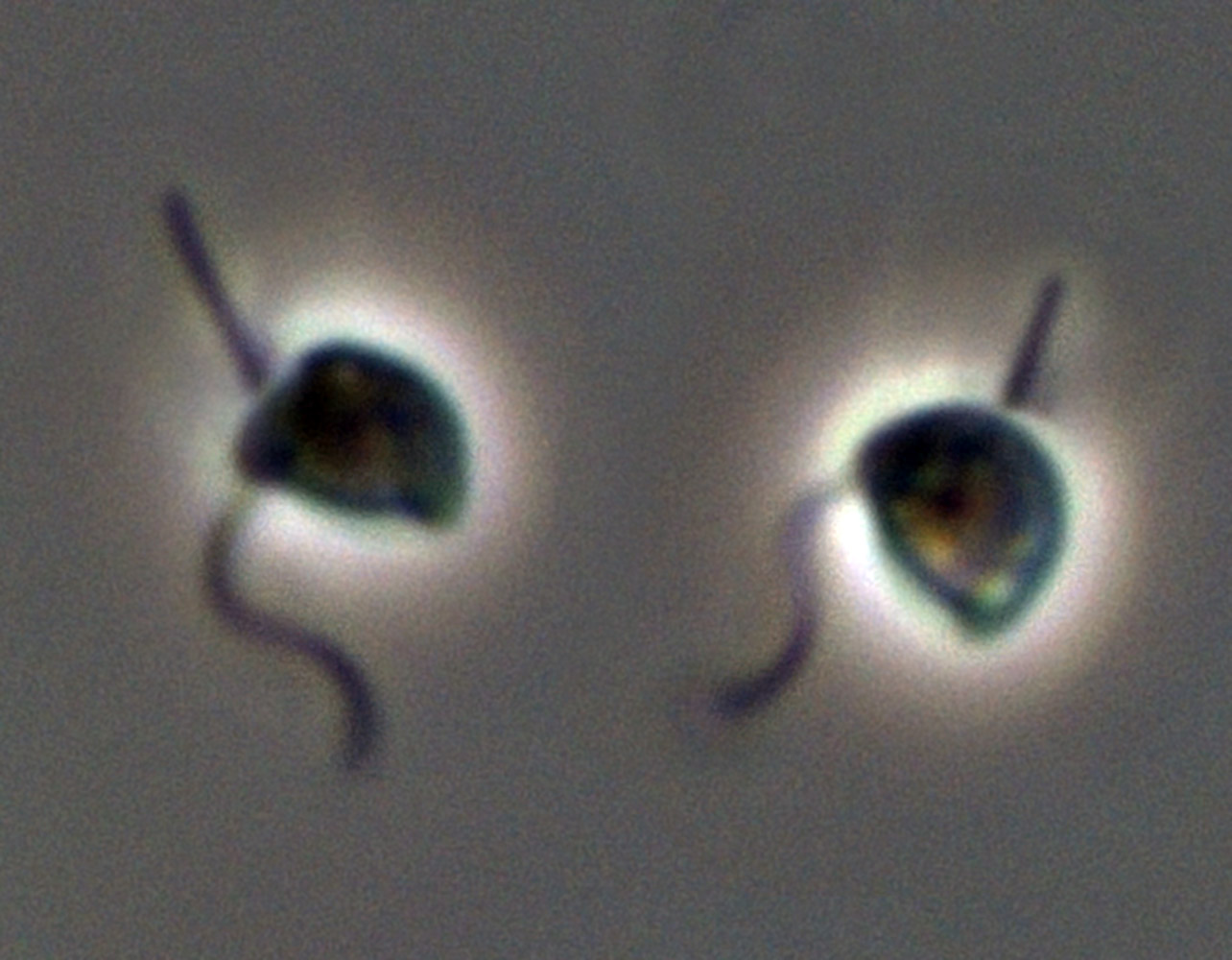
Lichtmikroskopische Aufnahme zweier lebender Zellen von Cafeteria roenbergensis. Die Zellen sind etwa 6 µm lang. Die vordere Geißel schlägt mit einem wellenförmigen Muster, die hintere (glatte) Geißel hält die Zelle normalerweise am Substrat fest.

Der Geißelapparat ist die Struktur, aus der die beiden Geißeln entspringen. Er besteht bei Cafeteria roenbergensis aus zwei Basalkörpern, drei Mikrotubuli-Wurzeln, einem gegabelten Rhizoplast, verbindenden Fasern zwischen Basalkörpern und Mikrotubuli-Wurzeln sowie sekundären Mikrotubuli des Cytoskeletts.
Die beiden Basalkörper bilden einen Winkel von etwa 60° bis 80°. Sie sind durch zwei deutlich gestreifte Bänder, die an den beiden Seiten stehen, miteinander verbunden. Die Übergangszone jedes Basalkörpers enthält eine Basalplatte mit einem zentralen Axosom an oder nahe dem Plasmalemma.
Eine der drei Mikrotubuli-Wurzeln setzt am vorderen Basalkörper an und ist mit sekundären Cytoskelett-Mikrotubuli assoziiert. Dies ist ein häufiges Merkmal von Stramenopilen. Die anderen zwei Mikrotubuli-Wurzeln setzen am hinteren Basalkörper an. Die distalen Enden der zwei hinteren Wurzeln überlappen nicht. Die breitere der beiden Wurzeln besitzt zwölf Mikrotubuli und ist distal in drei Untereinheiten geteilt. Die Mikrotubuli-Bänder, die diesen drei Untereinheiten entspringen, definieren den Zellmund.

## Verbreitung und Lebensraum
Cafeteria roenbergensis ist weltweit in allen Meeresgebieten zu finden und kommt bis in die Tiefsee vor. Die Art ist, wie auch andere Arten der Gattung, bislang nur im Salzwasser nachgewiesen. C. roenbergensis ist Bestandteil des frei im Wasser schwebenden Nanoplanktons, kann sich aber auch mit der hinteren Geißel an Substraten festheften. Es wurde u. a. in atlantischen Tiefseesedimenten aus 2300 m Meerestiefe nachgewiesen. Cafeteria roenbergensis ist eine der häufigsten und verbreitetsten Arten des heterotrophen Nanoplanktons. Es bildet Bestände von mehreren Hundert Zellen pro Milliliter und kann 10 bis 20 Prozent des heterotrophen Nanoplanktons ausmachen.

## Lebensweise
Cafeteria roenbergensis ernährt sich vor allem vom Bakterioplankton und kleinen Eukaryoten des Meerwassers, welches es durch das Cytostom einstrudelt und durch Phagocytose aufnimmt. Es wird dabei als eine der ökologisch wichtigsten Arten zur Regulation der Bakterienvorkommen unter dem marinen, heterotrophen Nanoplankton betrachtet. Auf diese Rolle im marinen Nahrungsnetz spielt gemäß einem der Erstbeschreiber, David Patterson, auch der Gattungsname Cafeteria an, während das Art-Epitheton roenbergensis sich auf das dänische Dorf Rønbjerg bezieht, in dessen Nähe die Art das erste Mal gefunden wurde.
Auf einer festen Oberfläche sitzende (sessile) Zellen ruhen auf der Spitze der hinteren Geißel. Im Gegensatz zur verwandten Gattung Bicosoeca kann sie sich mit der Geißel aber nicht an das Substrat heranziehen. Die vordere Geißel erzeugt hingegen durch schraubige Bewegungen einen Wasserstrom zum Zellkörper hin. Dieses Verhalten ist charakteristisch für die Gruppe der Bicosoecida.
Es vermehrt sich durch einfache Zellteilung, eine sexuelle Vermehrung ist ebenso wenig bekannt wie Dauerstadien, z. B. Zyste.
Fressfeinde sind bis jetzt keine identifiziert worden. Jedoch können Viren den Zusammenbruch von Cafeteria-Populationen bewirken.

## Systematik
Cafeteria roenbergensis war bis 2020 die einzige näher untersuchte Art der Gattung. Sie wurde 1981 in einer Wasserprobe aus dem dänischen Limfjord entdeckt und 1988 von Fenchel und Patterson erstbeschrieben. Aufgrund des Fehlens einer Lorica wird die Gattung zusammen mit Pseudobodo in die Familie Cafeteriaceae gestellt. Der Aufbau des Geißelapparats und der Mikrotubuli-Bänder ist charakteristisch für Bicosoecida.
Untersuchungen von rRNA-Sequenzen an Cafeteria roenbergensis und anderen Stramenopilen haben ergeben, dass die Bicosoecida eine basale Gruppe der Stramenopilen darstellen.

## Parasiten
C. roenbergensis (bzw. C. burkhardae) wird von dem Riesenvirus Cafeteria-roenbergensis-Virus (CroV, wissenschaftlich Rheavirus sinusmexicani) parasitiert.

## Belege